# Der Sammler (Raumschiff Enterprise – Das nächste Jahrhundert)
Der Sammler (Originaltitel: The Most Toys) ist die 22. Folge der dritten Staffel der US-amerikanischen Science-Fiction-Fernsehserie Raumschiff Enterprise – Das nächste Jahrhundert. Sie wurde in den Vereinigten Staaten über Syndication vermarktet und erstmals am 7. Mai 1990 auf verschiedenen Fernsehsendern ausgestrahlt. In Deutschland war sie zum ersten Mal am 4. August 1993 in einer synchronisierten Fassung im ZDF zu sehen.

## Handlung
Im Jahr 2366 bei Sternzeit 43872.2 soll die Enterprise eine überraschende Kontaminierung des Wasservorrats der Kolonie auf Beta Agni II bekämpfen. Zu diesem Zweck trifft sie sich mit dem Händler Kivas Fajo, der größere Mengen des benötigten Gegenmittels Hytritium besitzt. Die Substanz ist allerdings hoch gefährlich und kann nur mit einem Shuttle von Fajos Schiff auf die Enterprise transportiert werden. Dieses wird vom zweiten Offizier der Enterprise, dem Androiden Data, gesteuert. Bei seinem dritten und letzten Flug explodiert das Shuttle plötzlich und es scheint, als wäre Data tot.
Da die Zeit drängt, muss sich die Enterprise mit dem bereits erhaltenen Hytritium auf den Weg machen, ohne zunächst zu bemerken, dass der vermeintliche Unfall von Fajo inszeniert wurde, um Data zu entführen. Dieser kommt auf Fajos Schiff zu sich und erfährt, dass Fajo ein Sammler extrem seltener und kostbarer Dinge ist. Da Data der einzige bekannte Android seiner Art ist, will Fajo ihn zum Prunkstück seiner Sammlung machen. Data lehnt das höflich, aber bestimmt ab und macht deutlich, dass er die Absicht hat, zur Enterprise zurückzukehren, und dass er seine Entführung als einen feindseligen Akt betrachtet. Fajo hat allerdings Vorsichtsmaßnahmen getroffen. Die Türen auf seinem Schiff wurden Datas übermenschlicher Stärke angepasst und lassen sich nicht öffnen. Ein Energieschild verhindert, dass Data Fajo direkt angreifen kann.
Fajo verlangt von Data, sich auf einen Stuhl zu setzen und seine Kleidung zu wechseln, was er aber ablehnt. Fajos Assistentin Varria macht Data im Vertrauen deutlich, dass Fajo Kooperation sehr großzügig belohnt, Ungehorsam hingegen grausam bestraft. Als Fajo Data nach einer Weile immer noch in seiner Uniform vorfindet, schüttet er eine Flüssigkeit darauf aus, die sie langsam zersetzt. Data hat damit nur die Wahl, nackt herumzulaufen oder die von Fajo vorgesehene Kleidung anzuziehen. Etwas später empfängt Fajo einen Gast, seinen Freund und Sammler-Konkurrenten Palor Toff, dem er seine „Neuerwerbung“ unbedingt vorführen will. Er stellt zunächst befriedigt fest, dass Data sich umgekleidet hat. Doch er sitzt nach wie vor nicht auf dem ihm zugedachten Stuhl. Stattdessen steht er regungslos im Raum wie eine Schaufensterpuppe und lässt sich zu keiner Reaktion bewegen, was Fajo den Spott von Toff einbringt.
Auf der Enterprise versucht die Mannschaft derweil, Datas Tod zu verarbeiten. Sicherheitschef Worf wird vorläufig zum zweiten Offizier ernannt, während Chefingenieur La Forge den Shuttleunfall rekonstruiert. Da er keine Ursache finden kann, muss von einem Pilotenfehler ausgegangen werden, doch gerade bei Data scheint ihm das unmöglich. La Forges Misstrauen wird weiter verstärkt, als er sich die Funksprüche von den Transportflügen noch einmal anhört. Data führte alle exakt gleich nach Protokoll aus, doch beim letzten Flug ließ er den letzten Satz aus. Als die Enterprise schließlich Beta Agni II erreicht, reagiert das Hytritium deutlich schneller als erwartet. Ein Außenteam soll das genauer untersuchen und kommt zu dem Schluss, dass die Kontamination künstlich herbeigeführt worden sein muss. Da Hytritium das einzige Gegenmittel ist und Fajo der einzige im weiten Umkreis war, der einen größeren Vorrat besaß, fällt der Verdacht sofort auf ihn, da die Schiffsdatenbank ihn als Sammler seltener Objekte ausweist. Captain Picard lässt umgehend einen Abfangkurs auf sein Schiff setzen.
Fajo ist sehr verärgert über Datas anhaltenden Widerstand und will ihn nun zur Kooperation zwingen. Er führt ihm zunächst auf umständliche Weise eine äußerst seltene Waffe vor, was Data wenig beeindruckt, denn es ist sehr unwahrscheinlich, dass Fajo vorhat, ihn zu erschießen. Allerdings ist Data mit einem fundamentalen Respekt für jegliches Leben programmiert und das will Fajo ausnutzen. Er bittet daher Varria herein und droht, sie zu erschießen. Das kann Data nicht zulassen und ihm bleibt keine Wahl, als sich auf den Stuhl zu setzen. Varria bringt dieser Vorfall allerdings zum Umdenken. Sie war Fajo 14 Jahre treu ergeben und dennoch hätte er nicht gezögert, sie einfach so zu töten. Daher entschließt sie sich, Data zu helfen und gemeinsam mit ihm zu fliehen. Sie entwendet Fajos Waffe und begibt sich mit Data zum Shuttlehangar. Dort lösen sie einen Alarm aus, woraufhin zwei Wachen auftauchen. Data kann sie leicht ausschalten, doch Varria verliert beim Kampf ihre Waffe. Schließlich taucht Fajo auf und bedroht die wehrlose Varria mit einer zweiten Waffe. Nach kurzem Zögern erschießt er sie. Data schnappt sich Varrias Waffe und bedroht nun seinerseits Fajo. Fajo glaubt, Datas Programmierung würde ihn daran hindern, die Waffe abzufeuern. In diesem Moment trifft die Enterprise ein und beamt Data fort. Transporterchief O’Brien registriert die Waffe und dass sie abgefeuert wurde. Er deaktiviert sie, bevor Data an Bord der Enterprise materialisiert. Darauf angesprochen, spekuliert Data, dass der Schuss vielleicht während des Beamvorgangs abgegeben wurde. Fajo wird verhaftet und alle gestohlenen Objekte seiner Sammlung werden ihren rechtmäßigen Eigentümern zurückgegeben.

## Verbindungen zu anderen Star-Trek-Produktionen
In Der Sammler wird auf einige frühere Star-Trek-Produktionen Bezug genommen:
- Das von Data gesteuerte Shuttle ist nach Christopher Pike, einem Captain der ursprünglichen Enterprise, benannt. Der von Jeffrey Hunter gespielte Pike war im ursprünglichen Pilotfilm Der Käfig von 1965 und in der Doppelfolge Talos IV – Tabu der Serie Raumschiff Enterprise aus dem Jahr 1966 zu sehen.
- Data bewahrt in seinem Quartier ein Hologramm von Tasha Yar auf. Sie wurde in Folge 1.23 (Die schwarze Seele) von Raumschiff Enterprise – Das nächste Jahrhundert getötet. Yar bedeutet Data sehr viel, da die beiden in Folge 1.03 (Gedankengift) eine kurzzeitige Affäre hatten. In Folge 2.09 (Wem gehört Data?) war das Hologramm zum ersten Mal zu sehen.
- Das Gemälde in Datas Quartier zeigt den Flug der Enterprise durch einen Zeitwirbel, der in Folge 2.13 (Die Zukunft schweigt) von Raumschiff Enterprise – Das nächste Jahrhundert stattfand.

Einige Elemente aus dieser Folge wurden in späteren Star-Trek-Produktionen wieder aufgegriffen:
- Der Planet Beta Agni II wird in Folge 1.06 (Die geheimnisvolle Box) von Star Trek: Picard aus dem Jahr 2020 erneut erwähnt.
- Die Sammler wurden ab 2021 in mehreren Folgen der animierten Serie Star Trek: Lower Decks wieder aufgegriffen. Auch Details aus Der Sammler, wie Fajos und Toffs Kleidung, sind dort erneut zu sehen.
- Kivas Fajo gehört dem Volk der Zibalianer an. Auch dieses Volk ist in mehreren Folgen von Star Trek: Lower Decks wieder zu sehen.

## Produktion

### Drehbuch
Der Originaltitel der Folge geht zurück auf den in den 1980er Jahren populären Spruch „Whoever dies with the most toys wins“ („Wer mit den meisten Spielzeugen stirbt, gewinnt“).
Sowohl für Drehbuchautorin Shari Goodhartz als auch für Data-Darsteller Brent Spiner war klar, dass Data am Ende der Folge auf jeden Fall auf Fajo geschossen hat. Die Produzenten bestanden jedoch darauf, dass diese Frage offen bleibt.
Shari Goodhartz war später noch an zwei weiteren Drehbüchern für Raumschiff Enterprise – Das nächste Jahrhundert beteiligt.

### Darsteller
Für die Rolle des Kivas Fajo war ursprünglich David Rappaport engagiert worden. Rappaport litt unter Depressionen und unternahm während der Dreharbeiten einen Suizidversuch. Zwei Wochen später nahm er sich schließlich mit einer Schusswaffe selbst das Leben. Regisseur Timothy Bond konnte kurzfristig seinen alten Schulfreund Saul Rubinek als Ersatz gewinnen. Dieser befand sich zufällig wegen der Dreharbeiten für den Spielfilm Fegefeuer der Eitelkeiten in Los Angeles und wollte die Kulissen von Star Trek besichtigen.
Fajos männliche Handlanger wurden von George Colucci und Dennis Madalone dargestellt. Beide wirkten in zahlreichen Folgen von Raumschiff Enterprise – Das nächste Jahrhundert, Star Trek: Deep Space Nine und Star Trek: Raumschiff Voyager als Statisten und Stuntdouble mit, Madalone auch in kleineren Nebenrollen. Unter anderem waren sie auch mehrfach als Sicherheitsoffiziere der Enterprise D zu sehen.

### Requisiten
Zu Kivas Fajos Sammlung zählen unter anderem die Gemälde Die Beständigkeit der Erinnerung von Salvador Dalí und Mona Lisa von Leonardo da Vinci.

### Modelle
Für die Darstellung von Kivas Fajos Schiff wurde das modifizierte Husnok-Raumschiff aus Folge 3.03 (Die Überlebenden auf Rana-Vier) von Raumschiff Enterprise – Das nächste Jahrhundert wiederverwendet.

## Rezeption
Das Magazin des offiziellen Star-Trek-Fanclubs bewertete Datas Verhalten während der Serie als weltbewegend und veröffentlichte eine zweiseitige Spekulation über die Frage, ob Data am Schluss geschossen hätte oder nicht. In diesem Zusammenhang wurden alle Verhaltensmuster des Androiden aus vergangenen Episoden herangezogen.
Keith DeCandido bewertete Der Sammler 2012 auf tor.com als eine sehr gute Folge von Raumschiff Enterprise – Das nächste Jahrhundert. Er lobte das großartige Schauspiel von Brent Spiner und Saul Rubinek. Fajo hielt er für eine interessante Figur mit einem cleveren Entführungsplan und einer faszinierenden Sammlung. Datas Art des Widerstands passe sehr gut zu seinem Charakter. Dass es letztlich offen gelassen wurde, ob Data wirklich auf Fajo geschossen hat, gefiel DeCandido sehr gut.
Charlie Jane Anders führte Der Sammler 2014 auf gizmodo.com in einer Liste der 100 besten bis dahin ausgestrahlten Star-Trek-Folgen auf Platz 95.
Juliette Harrisson führte Saul Rubinek 2017 auf denofgeek.com für seine Leistung in Der Sammler in einer Liste der zehn besten Gastdarsteller von Raumschiff Enterprise – Das nächste Jahrhundert auf Platz 7.
Guy Desmarais führte Der Sammler 2018 auf thegamer.com in einer Liste der 25 gruseligsten Star-Trek-Folgen auf Platz 5.

## Parodien und Anspielungen
Folge 3.06 (Willkommen in der Ewigkeit!) der Serie Superman – Die Abenteuer von Lois & Clark aus dem Jahr 1995 weist einige inhaltliche Parallelen zu Der Sammler auf. Hier entwickeln zwei Sammler einen Plan, um Superman zu einem Objekt ihrer Sammlung zu machen. Dafür bedrohen sie ebenfalls eine Frau (Lois Lane), um Supermans Willen zu brechen.